# La casa de los conejos
La casa de los conejos es una película dramática argentina-española-francesa de 2020 dirigida por Valeria Selinger que está basada en la novela homónima de Laura Alcoba. Situada durante la última dictadura militar, retrata la época desde la mirada de una niña pequeña. Está protagonizada por Darío Grandinetti, Guadalupe Docampo, Paula Brasca, Mora Iramaín García y Miguel Ángel Solá. La película se estrenó mundialmente el 8 de marzo de 2020 durante el Festival Internacional de Mujeres en el Cine de Vancouver, mientras que su lanzamiento en los cines de Argentina fue 21 de octubre de 2021.

## Sinopsis
Ambientada en la década los setenta, cuenta la historia de Laura, una niña de 8 años que junto a su familia debe cuidarse de los peligros que instaura la dictadura cívico militar. Los padres de Laura tienen escondidos un par de armas en la casa, por lo cual, el padre es detenido, obligando a Laura y su madre Ana a escaparse y cambiar su aspecto estético. Ambas, se instalan en una casa llena de conejos en La Plata, donde vive Diana que está embarazada y su marido Cacho; y allí funciona una imprenta llamada «Evita Montonera».

## Elenco
- Darío Grandinetti como Ingeniero
- Guadalupe Docampo como Ana
- Paula Brasca como Diana
- Mora Iramaín García como Laura
- Miguel Ángel Solá como Abuelo de Laura
- Federico Liss como César
- Patricio Aramburu como Cacho
- Silvina Bosco como Abuela de Laura
- Verónica Schneck como Mirta
- Nahuel Viale
- Ágatha Fresco
- Santiago Lozano
- Luis Longhi
- Adrián Silver

## Recepción

### Comentarios de la crítica
En el sitio web Todas las críticas, la película posee una aprobación del 60% basado en 15 reseñas. Brian Majlin de Página/12 destacó que la película cuenta con «una remarcable actuación de Darío Grandinetti y la participación de Miguel Angel Solá con un registro sonoro asfixiante y cargado de tensión». Ezequiel Boetti de Otros cines señaló que «La casa de los conejos mixtura los ecos de una de las etapas más oscuras de la Argentina con inocencia y ternura». Violeta Bruck de La Izquierda elogió la interpretación de Iramaín García, diciendo que se destaca en su papel por «las miradas, las palabras, los silencios y los detalles de sus movimientos, que construyen las principales escenas de la película».
En una reseña para Cine argentino hoy, Francisco Mendes Moas  escribió que «si bien algunos recursos técnicos están bien intencionados, como la desprolijidad de la cámara en algunos planos, pueden llegar a pecar de excesivos», sin embargo, logra «retratar dicho momento de una manera especial, una mezcla agridulce entre inocencia y crudeza, en la cual el espectador ingresa con facilidad». Juan Pablo Russo de Escribiendo cine comentó que «la película se ve fea, vieja y anacrónica» porque «no se entiende muy bien como quiso filmarla [Selinger] ni porque apeló a planos, que por momento están arriba de los personajes, mientras que por otros toman distancia de ellos, sin ningún tipo de justificación».

### Premios y nominaciones
| Lista de premios y nominaciones | Lista de premios y nominaciones             | Lista de premios y nominaciones | Lista de premios y nominaciones       | Lista de premios y nominaciones | Lista de premios y nominaciones |
| Año                             | Organización                                | Categoría                       | Nominado/a(s)                         | Resultado                       | Ref(s)                          |
| ------------------------------- | ------------------------------------------- | ------------------------------- | ------------------------------------- | ------------------------------- | ------------------------------- |
| 2020                            | Festival Mundial de Cine de Queens          | Mejor largometraje              | La casa de los conejos                | Ganador                         | [ 12 ]                          |
| 2020                            | Festival de Cine de Portoviejo              | Mejor película internacional    | La casa de los conejos                | Ganador                         | [ 13 ]                          |
| 2020                            | Festival Internacional de Cine de Guayaquil | Mejor edición                   | Victoria Follonier y Valeria Selinger | Ganadoras                       | [ 14 ]                          |
| 2020                            | Festival Internacional de Cine de Guayaquil | Mejor dirección de arte         | Sandra Iurcovich                      | Ganadora                        | [ 14 ]                          |
| 2021                            | Festival Internacional de Cine del Cono Sur | Mejor película                  | La casa de los conejos                | Ganador                         | [ 15 ]                          |
| 2021                            | Premios Sur                                 | Mejor dirección de arte         | Sandra Iurcovich                      | Nominada                        | [ 16 ]                          |